# DC滑板鞋
DC滑板鞋（英語：DC Shoes）於1994年在美國加州卡爾斯巴德成立，由拉力賽車手肯·布洛克和Damon Way所創辦，是一家以製造特別為極限運動、滑板活動和單板滑雪設計的鞋子為業務的衣服品牌。在最初公司只有製造鞋產品，後來擴大產品線至製造滑雪板、服裝、牛仔褲、帽子以及外套。

## 公司歷史
1991年，DC Shoes創辦人之一Ken Block成立了一家服裝品牌「Eightball」，在次年Ken Block再成立了另一個品牌「Droors Clothing」。
1993年，Ken Block聯同知名滑板手Danny Way的弟弟Damon Way建立了Droors Clothing專為製造滑板運動鞋的產品線。而其中的「DC」正是公司名稱的簡寫，DC Shoes的名稱因此而來，DC滑板鞋則是在1994年正式成立。同年，由於有一機構表示他們有「Eightball」品牌名稱的擁有權而遭停止出售新產品，同時將Eightball品牌關閉。後來因他們要專注於鞋子產品的開發而決定出售Droors Clothing品牌予World Industries，可是最終Droors Clothing於2002年倒閉。
2004年3月8日，澳洲服裝品牌Quiksilver以8700萬美元收購了DC Shoes。而DC Shoes亦於2010年跟隨母公司將總部遷至加州亨廷頓比奇市。

## 市場營銷
DC Shoes贊助不少單板滑雪手，BMX單車手、滑板手等等。DC Shoes亦有組成了自身品牌的滑板手團隊，當中包括了專業的滑板手，例如Steve Berra、Chris Cole、Colin McKay、Josh Kalis、Mikey Taylor、Matt Miller、Wes Kremer、Tiago Lemos（已跳槽到nb）、Carlos Iqui、Tommy Fynn、Cyril Jackson（已跳槽到Nike ）、Evan Smith、Madars Apse及Danny Way；另外亦有一些業餘滑板手如Thaynan Costa、Tristan Funkhouser以及Jagger Eaton。